# 薛虎子
薛 虎子（せつ こし、441年 - 491年）は、北魏の官僚・軍人。本貫は代郡。

## 経歴
薛野䐗の子として生まれた。13歳で宮中に入り、文成帝に近侍した。太安年間、内行長に転じ、典奏諸曹事をつとめた。466年（天安元年）、文明太后が臨朝称制すると、虎子は枋頭鎮将として出向した。
剛直な性格を献文帝の近臣に憎まれ、小さな過失から鎮門士に降格された。献文帝が南巡して、山陽に宿泊したとき、虎子は帝に泣いて訴え、枋頭鎮将に復帰することができた。476年（承明元年）、平南将軍・相州刺史に任じられたが、献文帝が死去したため、赴任しなかった。478年（太和2年）、父の河東公の爵位を嗣いだ。479年（太和3年）、3人の将軍を率いて寿春に進出し、劉昶とともに南朝斉を攻撃した。480年（太和4年）、徐州の桓和らが反乱を起こし、五固に駐屯した。虎子は南征都副将となり、尉元らとともにこの反乱を鎮圧すると、彭城鎮将となった。後に開府・徐州刺史に任じられた。
沛郡太守の邵安や下邳郡太守の張攀らが汚職の摘発を恐れ、南朝との通敵の罪を捏造して虎子を誣告したことがあったが、孝文帝は虎子を信じて告発を取りあげなかった。491年（太和15年）、虎子は死去した。享年は51。散騎常侍・鎮南将軍・相州刺史の位を追贈された。諡は文といった。

## 子女
6人の男子があった。
- 薛世遵（河東侯、秦州刺史、左将軍）
- 薛曇慶（員外散騎常侍、尚書郎）
- 薛曇宝（侍御中散・直閤将軍・太子歩兵校尉、龍驤将軍・南道大使）
- 薛曇尚
- 薛琡（字は曇珍）

## 伝記資料
- 『魏書』巻44 列伝第32
- 『北史』巻25 列伝第13